# Combate de Riobamba
El Combate de Riobamba o Combate de Tapi fue un enfrentamiento ocurrido el 21 de abril de 1822 cerca de Riobamba, Ecuador, entre elementos de las fuerzas independentistas guayaquileñas y de la Gran Colombia dirigidas por el general venezolano Antonio José de Sucre, junto con el apoyo de la división peruana que conformaba la Expedición auxiliar de Santa Cruz a Quito y de las fuerzas realistas comandadas por el coronel Nicolás López. Se trata de una acción de caballería realizada sin disparar una bala.

## Antecedentes
Sucre cambió de estrategia luego de Huachi para liberar a Quito,  inició su campaña desde el sur de Guayaquil en Machala, a donde había transportado por mar a su ejército desde fines de enero de ese año. Luego de reorganizar sus fuerzas, marchó hacia Cuenca el 21 de febrero, y al no encontrar a los realistas en esa ciudad siguió con su ejército la marcha y su caballería los alcanzó el 21 de abril en Riobamba.
Fue un combate de caballería de ambos ejércitos, destacando entre los patriotas la primera carga del comandante argentino Juan Galo Lavalle al mando de un escuadrón del Regimiento de Granaderos a Caballo creado por José de San Martín, de 96 hombres. Esta primera y audaz carga contra la caballería realista de 400 jinetes, supuso otra más del mismo escuadrón, y en su apoyo, viendo su heroicidad y yendo a su emulación, intervinieron en la segunda y definitiva carga de caballería los Dragones y Cazadores montados. Los patriotas triunfaron en el encuentro y entraron en Riobamba.
El comandante Sucre destacó en su parte la "intrepidez de la que habrá raros ejemplos", del mayor Lavalle y su escuadrón. Bolívar distinguió a Lavalle y sus hombres con el título de "Granaderos de Riobamba".
Es conocido localmente como el más brillante combate de caballería en las Guerra de Independencia Hispanoamericana.[cita requerida]

## Orden de Batalla

### Patriotas
| Caballería del Ejército Libertador de Colombia - Escuadrón de Granaderos a Caballo de los Andes , al mando de Juan Lavalle - Escuadrón de Dragones de Colombia - Escuadrones de Cazadores montados de Paita y Cazadores montados de Trujillo , al mando de Antonio Sánchez |